# Aliskerovo
Aliskerovo ( en ruso: Алискерово ) es una localidad habitada (un asentamiento de tipo urbano ) en el distrito de Bilibinsky del distrito autónomo de Chukotka, Rusia. Población: 1 habitante en 2011; 7 habitantes en el ( censo de 2002 ); 1,306 en el (censo de 1989).

## Geografía
Keperveyem se encuentra al sureste de Bilibino, al oeste de la cordillera Ilirney y al este de Keperveyem y la cordillera Kyrganay. La cordillera Chuvanay se eleva al oeste y suroeste de la ciudad, al otro lado del río Maly Anyuy.

## Historia
El asentamiento fue fundado en 1961  y lleva el nombre del geólogo ruso Aziz Aliskerov, quien jugó un papel importante en el descubrimiento y la cartografía de los recursos naturales en esta parte de Rusia. 
En 1968, el asentamiento tenía una población de unos 2.300 habitantes. En 1999 se declaró que las minas no eran rentables y que no había posibilidad de desarrollar ninguna otra forma de economía, y el asentamiento se cerró junto con otros de Chukotka. El gobierno ruso garantizó fondos para transportar a los pensionistas que no trabajaban y a los desempleados de los asentamientos cerrados, incluido Aliskerovo, desde Chukotka a otras partes de Rusia. El Ministerio de Ferrocarriles estaba obligado a alquilar contenedores para el transporte de los bienes de los emigrantes a la administración de Chukotka y garantizar su entrega en los distintos asentamientos. Sin embargo, en 1998, la mayor parte estaba despoblada. En 2009, Aliskerovo está incluido en la lista de asentamientos en proceso de liquidación.

### Descubrimiento de un meteorito
El 10 de julio de 1977 se recuperó allí un meteorito. El meteorito fue descubierto en un aluvión de aproximadamente 200.000 años de antigüedad. Pesaba 58,4 kilogramos y fue clasificado por el Museo de Historia Natural como una octaedrita media, que contiene (composición mineral determinada por microanálisis espectral de rayos X): 9,25% de níquel, 0,42% de cobalto y 0,30% de fósforo. Algunos de sus rasgos estructurales atestiguan las repetidas influencias metamórficas (cargas de impacto y calentamiento) que se produjeron tanto durante su existencia extraterrestre como durante su paso por la atmósfera y su caída a la Tierra, incluyendo: la exhibición de kamacita estriada, taenita de tipo emulsión y la recristalización de nódulos de troilita-daubréelita.

## Demografía
Los datos del censo de 2002 mostraron que la población estaba formada por cinco hombres y dos mujeres, aunque la población había caído a sólo 5 en 2005 según un estudio de impacto ambiental del Proyecto Kupol Gold. La población se había reducido a una sola persona en 2010 según el sitio web oficial del distrito de Bilibino. 
| Año  | Habitantes |
| ---- | ---------- |
| 1970 | 1245       |
| 1979 | 1170       |
| 1989 | 1306       |
| 2002 | 7          |
| 2007 | 3          |
| 2010 | 0          |
| 2011 | 1          |

## Transporte
Aliskerovo no está conectado a ningún otro lugar habitado por una carretera permanente  sin embargo, hay una pequeña red de carreteras dentro del asentamiento que incluye: 
- Улица 70 лет Октября (Ulitsa 70 let Oktyabrya, lit.  Calle 70 años de octubre)
- Улица Геологов (Ulitsa Geologov, lit. Calle de los geólogos )
- Улица Горняцкая (Calle Gornyatskaya)
- Улица Егорова (Calle Yegorova)
- Улица Полевая (Calle Polevaya )
- Улица Проточная (Calle Protochnaya)
- Улица Центральная (Ulitsa Tsentralnaya, lit. Calle Central )
- Улица Школьная (Ulitsa Shkolnaya, lit. Calle de la escuela )

## Clima
Aliserkovo tiene un clima subártico continental ( Dfc ). El clima alrededor del asentamiento es muy frío durante la mayor parte del año, con temperaturas bajo cero desde finales de septiembre y permaneciendo así hasta el siguiente mayo. Julio es el mes más cálido, con una temperatura media diaria de 12,6 °C. Enero es el mes más frío, con una temperatura media diaria de -48,2 °C.